# ОШ „Мића Стојковић” Умчари
ОШ „Мића Стојковић” Умчари, насељу на територији градске општине Гроцка. Школа данас носи име по народном хероју Југославије Миливоју Стојковићу Мићи, рођеном у Умчарма.
Школа почела са радом 1864. године у приватној кући. Учитељ се звао Ђорђе Ћирковић и имао је десетак ђака. Године 1908. подигнута је нова зграда у „швајцарском стилу” која је имала 192 ученика. Она и данас постоји. Године 1976. подигнута је још једна зграда у којој данас више стотина деце похађа наставу.